# 1. deild kvinnur (1998)
W roku 1998 odbyła się 14. edycja 1. deild kvinnur – pierwszej ligi piłki nożnej kobiet na Wyspach Owczych. W rozgrywkach wzięło udział 7 klubów z całego archipelagu. Tytułu mistrzowskiego broniła drużyna KÍ Klaksvík, jednak przejął go od niej klub B36 Tórshavn, zdobywając go po raz czwarty w swojej historii.

## Uczestnicy
| Uczestnicy 1. deild kvinnur 1997                                                                              | Uczestnicy 1. deild kvinnur 1997 | Uczestnicy 1. deild kvinnur 1997 | Uczestnicy 1. deild kvinnur 1997 |
| --- | -------------------------------- | -------------------------------- | -------------------------------- |
| KÍ | KÍ Klaksvík                      | 1                                |                                  |
| HB | HB Tórshavn                      | 2                                |                                  |
| B36 | B36 Tórshavn                     | 3                                |                                  |
| LÍF | LÍF Leirvík                      | 4                                |                                  |
| EB | EB Eiði                          | 5                                |                                  |
| Skála | Skála ÍF                         | 6                                |                                  |
| Awans z 2. deild kvinnur 1997                                                                                 |                                  |                                  |                                  |
| NSÍ | NSÍ Runavík                      |                                  |                                  |
| Oznaczenia: - kolumna pierwsza – skróty nazw drużyn, - kolumna trzecia – miejsce zajęte w poprzednim sezonie. |                                  |                                  |                                  |

## Rozgrywki

### Tabela ligowa
| Lp. | Drużyna             | M  | Z  | R | P  | Bramki | Bramki | Różn. | Pkt | Uwagi              |
| --- | ------------------- | -- | -- | - | -- | ------ | ------ | ----- | --- | ------------------ |
| 1   | B36 Tórshavn (M)    | 12 | 10 | 1 | 1  | 46     | 14     | +32   | 31  |                    |
| 2   | HB Tórshavn         | 12 | 9  | 2 | 1  | 43     | 11     | +32   | 29  |                    |
| 3   | KÍ Klaksvík         | 12 | 8  | 1 | 3  | 51     | 13     | +38   | 25  |                    |
| 4   | LÍF Leirvík         | 12 | 5  | 1 | 6  | 34     | 28     | +6    | 16  |                    |
| 5   | EB Eiði             | 12 | 3  | 2 | 7  | 11     | 27     | −16   | 11  |                    |
| 6   | NSÍ Runavík (B) (S) | 12 | 3  | 1 | 8  | 17     | 26     | −9    | 10  | Baraże o 1. deild  |
| 7   | Skála ÍF (S)        | 12 | 0  | 0 | 12 | 4      | 87     | −83   | 0   | Spadek do 2. deild |

### Wyniki spotkań
| Gospodarz \ Gość | B36 | EB  | HB  | KÍ  | LÍF | NSÍ | Skála |
| B36 Tórshavn     |     | 3:1 | 1:2 | 4:3 | 5:2 | 3:0 | 14:0  |
| EB Eiði          | 0:2 |     | 1:8 | 0:5 | 1:1 | 1:2 | 2:0   |
| HB Tórshavn      | 3:3 | 1   |     | 2:4 | 3:0 | 2:0 | 8:0   |
| KÍ Klaksvík      | 0:1 | 0:0 | 1:2 |     | 6:2 | 2:1 | 16:0  |
| LÍF Leirvík      | 0:1 | 5:0 | 1:4 | 0:3 |     | 3:1 | 10:0  |
| NSÍ Runavík      | 2:3 | 0:3 | 0:0 | 1:3 | 3:4 |     | 2:0   |
| Skála ÍF         | 1:6 | 1:2 | 0:9 | 0:7 | 1:6 | 1:5 |       |

Aktualne na 23 kwietnia 2015. Źródło: FaroeSoccer.com
Objaśnienia:
1Drużyna gospodarzy jest wymieniona po lewej stronie tabeli.
Kolory: zielony – zwycięstwo gospodarzy, żółty – remis, różowy – zwycięstwo gości.
Objaśnienia:
1. Bezbramkowe zwycięstwo walkowerem przyznane HB Tórshavn[1].

### Baraże o 1. deild
| Drużyna 1                            | Wynik dwumeczu | Drużyna 2 | Pierwszy mecz | Drugi mecz |
| ------------------------------------ | -------------- | --------- | ------------- | ---------- |
| NSÍ Runavík                          | 2 – 7          | VB Vágur  | 1:2           | 1:5        |
| Po lewej gospodarz pierwszego meczu. |                |           |               |            |

| 19 września 1998 | NSÍ Runavík          | 1:2   | VB Vágur                                    |                                                    |
| 14:00 WEST       | Elinbjørg Hammer 87' | (0:2) | 9' Sóley Holm Joensen · 15' Gurið Mortensen | við Løkin, Runavík Sędzia: Jógvan Arnfinn Jacobsen |
| 14:00 WEST       | 40' Guðrun í Lágabø  | (0:2) |                                             | við Løkin, Runavík Sędzia: Jógvan Arnfinn Jacobsen |

| 26 września 1998 | VB Vágur                                                                                      | 5:1   | NSÍ Runavík       |                                               |
|                  | Guðrun í Lágabø 40' · Sóley Holm Joensen 52', 59' · Annika Poulsen 63' · Halltóra Joensen 88' | (1:1) | 43' Irdi Nónklett | á Eiðinum, Vágur Sędzia: Jens Petur Brattalíð |

## Najlepsi strzelcy
| Bramki | Strzelcy                 | Drużyna        |
| ------ | ------------------------ | -------------- |
| 20     | Rannvá Andreasen         | KÍ Klaksvík    |
| 13     | Kristina Eyðbjørnsdóttir | LÍF Leirvík    |
| 12     | Eyðvør úr Dímun          | HB Tórshavn    |
| 12     | Sólvá Joensen            | B36 Tórshavn   |
| 9      | Arnbjørg Danielsen       | B36 Tórshavn   |
| 8      | Malena Josephsen         | KÍ Klaksvík    |
| 7      | Sonja Steinhólm          | LÍF Leirvík    |
| 7      | Lydia Vesturtún          | EB Eiði        |
| 6      | Annika Godtfred          | HB Tórshavn    |
| 6      | Judith Joensen           | B36 Tórshavn   |
| 6      | Eyðfríð Kristiansen      | HB Tórshavn    |
| 5      | 5 zawodniczek            | 5 zawodniczek  |
| 4      | 3 zawodniczki            | 3 zawodniczki  |
| 3      | 5 zawodniczek            | 5 zawodniczek  |
| 2      | 11 zawodniczek           | 11 zawodniczek |
| 1      | 22 zawodniczek           | 22 zawodniczek |
| sam.   | 4 zawodniczki            | 4 zawodniczki  |